# Ván cờ Italia, Gambit Blackburne Shilling
Gambit Blackburne Shilling là một cái tên có phần hài hước dành cho một khai cuộc không rõ ràng, có nguồn gốc từ một nhánh của Ván cờ Italia, nó bắt đầu với các nước sau:
1. e4 e5
2. Mf3 Mc6
3. Tc4 Md4?!
Khai cuộc này đôi khi cũng được gọi là Gambit Kostic sau khi Đại kiện tướng người Serbian Borislav Kostić đã từng chơi khai cuộc này trong giai đoạn đầu thế kỷ 20.

## Lịch sử
Diễn biến này được đề cập đến lần đầu bởi Wilhelm Steinitz trong phần II cuốn Modern Chess Instructor của ông vào năm 1895. Ván đấu có từ lâu nhất sử dụng khai cuộc này trên chessgames.com là ván đấu giữa Dunlop và Hicks thuộc giải vô địch cờ vua New Zealand 1911. Một ván đấu khác cũng có từ lâu, được đề cập bởi Bill Wall, là ván Muhlock–Kostić, diễn ra ở Cologne vào năm 1912.

## Phân tích
Nước thứ ba của Đen, nói một cách khách quan, là một nước yếu và sẽ chỉ làm mất thời gian của họ. Steinitz đề nghị câu trả lời cho Trắng là 4.0-0 hoặc 4.Mxd4. Kiện tướng Quốc tế Jeremy Silman cho rằng Trắng sẽ có lợi thế sau khi 4.0-0, 4.c3, hoặc 4.Mc3. Ông cũng khuyến cáo nước mạnh nhất 4.Mxd4!, tiếp theo là exd4 5.c3 d5 6.exd5 He7+ 7.Vf1 +/= (nếu 5...Tc5? Đen sẽ mất Tốt với 6.Txf7+! Vxf7 7.Hh5+).
Tác dụng duy nhất của nước 3...Md4 là đặt ra một cái bẫy, mà thực tế nó đã bẫy thành công nhiều người chơi. Đen bỏ Tốt e5 không có quân bảo vệ để dụ Trắng ăn bằng nước 4.Mxe5!?, sau đó họ sẽ có lợi thế vật chất với 4...Hg5!. Nếu giờ mà Trắng chơi 5.Mxf7??, họ sẽ phải trả giá 5...Hxg2 6.Xf1 Hxe4+ 7.Te2 Mf3#, "mat" kiểu này gọi là smothered mate ("mat" thắt cổ). Kiện tướng người Anh Joseph Henry Blackburne (được nghe nói) đã từng sử dụng cái bẫy này để thắng lấy số tiền đặt cược (shilling - đơn vị tiền) trong một ván đấu với người chơi nghiệp dư; do đó diễn biến này được đặt tên là Gambit Blackburne Shilling. Tuy nhiên đã không có một ván đấu nào của Blackburne có sử dụng khai cuộc này được ghi chép lại.
Khai cuộc này không thực sự là một dạng gambit, do Trắng không thể ăn Tốt e5 mà không mất chất. Tuy nhiên, nếu ăn Tốt, thì sau khi 4.Mxe5 Hg5 Trắng vẫn có thể tiếp tục ván đấu với 5.Txf7+!. Theo như Steinitz, sau đó Trắng sẽ nhập thành, lúc này Trắng đổi một Mã lấy hai Tốt và kèm theo đó là khả năng tấn công hứa hẹn. Diễn biến tiếp theo sẽ là 5...Ve7? (5...Vd8!? 6.0-0 [6.Mg4? Mh6!−+] +/=) sẽ 6.0-0 Hxe5 7.Txg8 (7.Tc4 cũng có thể chơi) Xxg8 8.c3 Mc6 (hoặc 8...Me6 9.d4! Hxe4? 10.d5 Mf4?? 11.Xe1 ghim (giằng) Hậu Đen và Trắng thắng; Silman phân tích 9.d4! Hf6 10.f4, lúc này "với hai Tốt và thế tấn công đổi cho một Mã, sự đền bù cho Trắng là không phải nghi ngờ".) 9.d4, Trắng hơn hai Tốt, trung tâm mạnh, phát triển hơn, cộng với vị trí Vua Đen không an toàn, những ưu thế này giúp Trắng có một sự bù đắp lớn cho Mã thí. Trong ván đấu G. Chandler–NN, Stockbridge 1983, đã kết thúc như sau: 9...Ha5? (có lẽ tốt nhất là 9...Hf6 10.e5 Hf7) 10.d5 Me5? 11.Hh5! Mf7? (Trắng cũng thắng khi 11...d6 12.Tg5+ Vd7 13.Hxh7) 12.d6+! 1–0 (sau đó sẽ là 13.Qxa5).
Graham Burgess viết 3...Md4, cái bẫy này cũng được biết đến với cái tên "Oh my God!", như hiệu ứng đầy đủ của nó, Đen cố tình giả vờ sai lầm với Tốt e. Burgess thậm chí lên án hành vi này là phi đạo đức, và ghi chú rằng nếu Trắng tránh được cái bẫy này thì họ sẽ có được lợi thế lớn.